# سلساویت
سلساویت (به روسی: сельсовет) کوتاه شدهٔ واژهٔ сельский совет به معنای شورای دهستان در زبان روسی است. سلساویت نام یک نهاد محلی حکومتی (شورای دهکدهٔ نمایندگان خلق) و واحدی در تقسیمات اداری و کشوری اتحاد جماهیر شوروی سوسیالیستی بوده است.
پس از فروپاشی اتحاد شوروی این نهاد با تغییراتی در برخی از نقاط جمهوری‌های پیشین اتحاد شوروی به بقای خود ادامه داد.